# Oencia
Oencia – gmina w Hiszpanii, w prowincji León, w Kastylii i León, o powierzchni 97,9 km². W 2011 roku gmina liczyła 349 mieszkańców.